# Saxifraga microgyna
Saxifraga microgyna är en stenbräckeväxtart som beskrevs av Adolf Engler och Irmsch.. Saxifraga microgyna ingår i Bräckesläktet som ingår i familjen stenbräckeväxter. Inga underarter finns listade i Catalogue of Life.